# Cuphea flavovirens
Cuphea flavovirens är en fackelblomsväxtart som beskrevs av S.A. Graham. Cuphea flavovirens ingår i släktet blossblommor, och familjen fackelblomsväxter. Inga underarter finns listade i Catalogue of Life.